# Olympique de Besançon rugby
Maillots
L'Olympique de Besançon est un club français de rugby à XV fondé en 1904 et basé à Besançon.
Le club évolue en Fédérale 3 pour la saison 2023-2024.

## Historique

### Lente ascension progressive vers la première division
Entre le milieu des années 1930 et le milieu des années 1940, Besançon connait 3 montées successives.

#### Vice-champion de France de deuxième série 1936
Le club atteint la finale du championnat de France de deuxième série mais perd face à Figeac 8-0.
Le club monte alors en troisième division puis en deuxième division en 1938.
En 1939, Besançon est éliminé en phase finale par Bourg-en-Bresse. le futur champion qu'il avait pourtant battu en match de poule.
Besançon est toutefois admis en première division, portée à 95 clubs à la reprise en 1942-43.
Il se maintient la première année et atteint aussi les huitièmes de finale de la coupe de France, battu de peu par le Stade français 10-8.
L'année suivante, traumatisé par l'assassinat de leur demi de mêlée, Charles Bochard, résistant, le club abandonne la saison à trois journées de la fin du Championnat.
Après deux saisons en deuxième division en 1945 et en 1946, Besançon redescend en troisième division puis joue en honneur régionale dans les années 1950 et 1960.

### Une deuxième expérience en première division
Après avoir connu trois montées successives depuis l'honneur régional, le club évolue en première division pour la saison 1972-1973 grâce à une victoire contre Montélimar lors des huitièmes de finale du championnat de France de deuxième division.
Besançon sera éliminé au tour suivant par Saint-Girons.
La saison est difficile pour le club comtois qui perd ses 14 matchs et redescend en deuxième division.
Le club établit même un triste record étant battu sur la pelouse de Brive par 94 à 0.
Son capitaine emblématique Firmin Moncet part alors pour l'US Tyrosse et le club descend en troisième division.
Le club remonte ensuite en deuxième division en 1976 après une victoire sur Saint-Denis.
Il reste en deuxième division dans les années 1980 puis en relégué en troisième division en 1991.

## Joueurs emblématique
- Maurice Jabry
- Charles Bochard
- Firmin Moncet

## Palmarès
- Championnat de France de rugby à XV de 2e série :
  - Vice-champion (1) : 1936
- Championnat franco-suisse[Note 2] :
  - Champion (1) : 1996[7]